# Alfredo Poviña
Alfredo Poviña Padilla ou Ñato Poviña (San Miguel de Tucumán, 1904 - 1986) était un sociologue argentin. Alfredo Poviña est considéré comme l’un des sociologues les plus influents d’Amérique latine. L’étendue de son œuvre sociologique est considérable.

## Études et enseignement
En 1930, Poviña obtient son doctorat en sociologie avec une thèse sur la révolution à l’Universidad Nacional de Córdoba dans le centre de l’Argentine. Il fut professeur de sociologie à la Faculté de droit et de sciences sociales de cette même université. Entre 1939 et 1943 il dirigera la Revista de l’Universidad Nacional de Cordoba. Entre 1939 et 1952, il sera professeur de sociologie à la faculté de philosophie et de lettres de l’Universidad de Buenos Aires y en 1948. Il dirigera cette même faculté de 1962 à 1967 et puis de 1977 à 1982. Entre 1955 et 1970 il retournera à Córdoba pour enseigner la sociologie à l’Universidad Nacional de Cordoba. Par ailleurs, il enseignera également à l’Universidad Nacional de Tucumán ainsi que d’autres universités des Amériques.

## Présidences
Poviña a été président de l’Academia Nacional de Derecho y Ciencias Sociales de Córdoba (Académie nationale de droit et de sciences sociales de Córdoba) entre 1974 et 1984. Il a été membre fondateur de la Sociedad Argentina de Sociología (Société argentine de sociologie) et de l’Asociación Latinoamericana de Sociología (Association latino-américaine de sociologie) dont il fut le premier président entre 1951-1964. Entre 1963 et 1969, il fut président de l’Institut international de sociologie (en). Alfredo Poviña a également été président de la Liga Cordobesa de Fútbol (es) (Ligue de football de Córdoba) entre 1941 et 1944 et puis de 1955 à 1957.

## Idées sociologiques
Dans son œuvre sociologique, Alfredo Poviña a reconnu rapidement l’intérêt de la sociologie de Talcott Parsons. À l’instar de ce dernier, Poviña a tenté d’effectuer une synthèse de l’œuvre de Max Weber et de Émile Durkheim. Il s’est intéressé à l’étude de la stratification sociale. Mais il a également tenté de développer un pan original de la sociologie juridique en s’intéressant à l’étude empirique de la vie municipale et en particulier son rapport à l’ordre et à la soumission à l’autorité. Il a également été un historien de la sociologie latino-américaine. Poviña étudié le sport et le football, il est un des fondateurs de la sociologie du sport en Amérique latine. La ruralité et le folklore sont aussi des éléments importants de sa sociologie qui contribuent à faire de son œuvre un ensemble dense et varié à l’image d’un sociologue érudit.

## Publications
par ordre chronologique, non exhaustif
- Historia de la sociología latinoamerica (1941)
- Curso de Sociología (1945)
- Sociología del folklore (1945)
- Cuestiones de Sociología Ontológica (1949).
- Sociología del deporte y del fútbol (1957)
- Nueva historia de la sociología latinoamericana (1959)
- Diccionario de sociologia a través de los sociologos (1976)
- Tratado de Sociología (1977)